# Bob Gerard
Frederick Roberts »Bob« Gerard, britanski dirkač Formule 1, * 19. januar 1914, Leicester, Anglija, Združeno kraljestvo, † 26. januar 1990, South Croxton, Leicestershire, Anglija, Velika Britanija.

## Življenjepis
Bob Gerard se je rodil 19. januarja 1914 v angleškem mestu Leicester. Družinsko podjetje Parr's Ltd., ki je bilo najprej proizvajalec koles, je nato začelo proizvajati motorna vozila. Na prvi dirki je Gerard sodeloval leta 1933 na dirki MCC Land's End trial, kjer se je izkazal. Še nekaj let je sodeloval na manjših dirkah, nato pa je kupil dirkalnik Riley Sprite in začel sodelovati tudi na cestnih dirkah. Po drugi svetovni vojni, ki je prekinila njegovo dirkaško kariero, je v sezoni 1947 dosegel svojo prvo pomembnejšo zmago na dirki Ulster Trophy, zmagal pa je tudi  dva tedna kasneje na dirki British Empire Trophy. V sezoni 1948 je dobil dirko Jersey Road Race, v sezoni 1949 pa je dosegel svoji drugi zmagi na dirkah Jersey Road Race in British Empire Trophy.
Med sezonama 1950 in 1957 je nastopil na osmih dirkah Svetovnega prvenstva Formule 1, nikoli pa se mu ni uspelo uvrstiti med dobitnike točk. Je bil pa še naprej uspešen na britanskih dirkah, saj je v sezoni 1950 še tretjič dobil dirko British Empire Trophy, v sezoni 1953 dirki Joe Fry Memorial Trophy in Curtis Trophy, v sezoni 1955 pa Daily Record Trophy. Umrl je leta 1990.

## Popolni rezultati Formule 1
(legenda) (odebeljene dirke pomenijo najboljši štartni položaj, poševne pa najhitrejši krog, †-uvrščen kljub odstopu)
| Leto | Moštvo    | Šasija     | Motor   | 1    | 2     | 3   | 4   | 5      | 6      | 7   | 8   | 9   | Prv | Toč |
| ---- | --------- | ---------- | ------- | ---- | ----- | --- | --- | ------ | ------ | --- | --- | --- | --- | --- |
| 1950 | Privatnik | ERA B-type | ERA     | VB 6 |       |     |     |        |        |     |     |     | 24. | 0   |
| 1950 | Privatnik | ERA A-type | ERA     |      | MON 6 | 500 | ŠVI | BEL    | FRA    | ITA |     |     | 24. | 0   |
| 1951 | Privatnik | ERA B-type | ERA     | ŠVI  | 500   | BEL | FRA | VB 11  | NEM    | ITA | ŠPA |     | 40. | 0   |
| 1953 | Privatnik | Cooper T23 | Bristol | ARG  | 500   | NIZ | BEL | FRA 11 | VB Ret | NEM | ŠVI | ITA | 48. | 0   |
| 1954 | Privatnik | Cooper T23 | Bristol | ARG  | 500   | BEL | FRA | VB 10  | NEM    | ŠVI | ITA | ŠPA | 41. | 0   |
| 1956 | Privatnik | Cooper T23 | Bristol | ARG  | MON   | 500 | BEL | FRA    | VB 12  | NEM | ITA |     | 43. | 0   |
| 1957 | Privatnik | Cooper T43 | Bristol | ARG  | MON   | 500 | FRA | VB 6   | NEM    | PES | ITA |     | 25. | 0   |